# Skaliste
Skaliste (en (ucraïnès): Скалисте, en rus: Скалистое) és un poble de la República Autònoma de Crimea, a Ucraïna, que el 2014 tenia 2.997 habitants. Pertany al districte de Bakhtxissarai. Fins al 1945 la vila es deia Tav-Bordak.

## Població
Segons les dades del 2001 la composició de la població de la vila de Skalístoie d'acord amb la llengua que empren és la següent:
| Llengua  | %     |
| -------- | ----- |
| Rus      | 72,43 |
| Tàtar    | 17,27 |
| Ucraïnès | 8,58  |
| Altres   | 0,29  |